# 女番長 タイマン勝負
『女番長 タイマン勝負』（スケバン たいまんしょうぶ）は、1974年1月15日に公開された日本映画。『女番長シリーズ』第6作。
元々本作はシリーズ7作目として、『女番長 玉突き遊び』より後に公開される予定であったが、『玉突き遊び』主演の叶優子が撮影中に重傷を負ったことで製作が中断し、叶の復帰後に撮影が再開されたことにより、本作と公開の順番が入れ替わった。

## キャスト
- 相沢桂子：池玲子
- 黒木絵里：衣麻遼子
- 立花美和：藤山律子
- 松尾幸恵：須藤リカ
- 太田節子：一の瀬玲奈
- 横田はるみ：田島晴美
- 沢光代：愛田純
- 戸上清子：白川みどり
- 杉野ユキ：高野恵子
- 新田健一：成瀬正孝
- 大島文男：安部徹
- 磯崎完次：内田勝正
- 安東：広瀬義宣
- 久保：高並功
- 勝：友金敏雄
- サブ：奈辺悟
- まゆみ：葵三津子
- 遠藤：中村錦司
- 岡田：毛利清二
- 岡田の妻：富永佳代子
- 渡辺：疋田泰盛
- 平田やよい：城恵美
- 中年男：蓑和田良太
- 教官：有島淳平
- 信子：早乙女りえ
- 京子：中井ミキ
- 三村：由利徹
- 痴漢：岡八郎
- 次郎・バーテン：池田謙治
- 不良娘：柴葉子、横山千恵子、佐久間裕子
- 不明：島田秀雄、那須伸太朗
- 黒木達也：渡瀬恒彦
- ノンクレジット
- 警官：名和宏、片桐竜次
- パチンコ屋の客：福本清三
- 債権者：野村鬼笑
- 職員：大矢敬典、鳥巣哲生、藤本秀夫
- 子分：松本泰郎、小坂和之
- 社員・職員：壬生新太郎
- 社員：木谷邦臣、北川俊夫、前川良三、松田利夫、森源太郎
- 映画館の客：畑中伶一
- バーの客：白井孝史
- バーテン：有田剛

## スタッフ
- 企画 - 杉本直幸、奈村協
- 脚本 - 鴨井達比古、志村正浩
- 撮影 - 古谷伸
- 照明 - 和多田弘
- 録音 - 荒川輝彦
- 美術 - 雨森義允
- 音楽 - 広瀬健次郎
- 編集 - 市田勇
- 助監督 - 萩原将司
- 記録 - 石田照
- 装置 - 温井弘司
- 装飾 - 西田忠男
- 美粧結髪 - 東和美粧
- スチール - 諸角良男
- 演技事務 - 森村英次
- 衣装 - 高安彦司
- 擬斗 - 土井淳之祐
- 進行主任 - 大岸誠
- 監督 - 関本郁夫